# Trolleybus de Grenoble
Les Trolleybus de Grenoble ont succédé aux tramways à la fin des années 1940. Après un important développement, ils ont disparu le 24 juin 1999.

## Historique
Note : Cet historique se concentre uniquement sur les trolleybus, il ne comprend pas l'évolution des lignes d'autobus, sauf si l'histoire est commune entre les deux modes.

### Remplacement des tramways

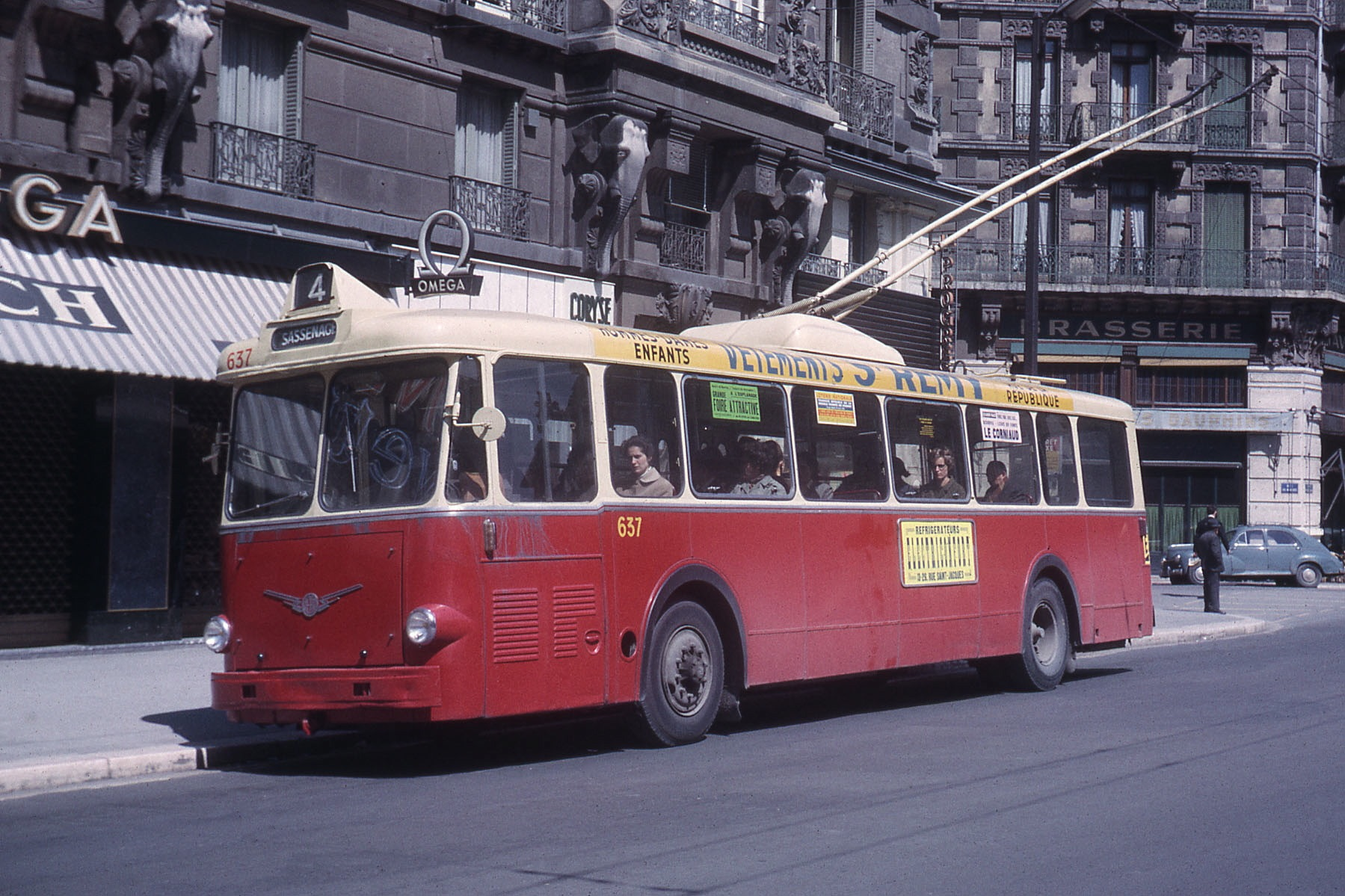
Le trolleybus Vetra VBF N°637, conservé aujourd'hui au musée des transports urbains, interurbains et ruraux de Chelles (Seine-et-Marne).

Le 29 juillet 1947, la ligne de tramway de la SGTE entre Grenoble et La Tronche est fermée et remplacée par la ligne de trolleybus 1 reliant la Gare SNCF de Grenoble à La Tronche, avec un terminus au Cèdre. La ligne est exploitée en Vetra VBB. Le 29 décembre 1947, la ligne est prolongée de la Gare au Rondeau.
Le 31 octobre 1951, mise en service de la ligne 3 entre la Gare et les Hôpitaux puis le lendemain (1er septembre), les dernières lignes de tramways de la SGTE — entre Grenoble, Fontaine et Sassenage — sont remplacées par la ligne 2 barré entre la rue Félix-Poulat et Fontaine (exploitée en autobus jusqu'au 5 octobre en attendant la mise en place des trolleybus), ainsi que par la ligne 4 entre la rue Félix-Poulat et Sassenage qui ne fut exploitée en trolleybus qu'à partir du 23 mai 1953 et prolongée dans le même temps jusqu'aux hôpitaux.
Le 27 octobre 1952, les lignes 2 barré et 3 fusionnent pour former la nouvelle ligne 2 entre Fontaine et les Hôpitaux. Le 1er juillet 1953, la ligne 1 est prolongée de 550 mètres du Cèdre jusqu'à Montfleury.
Au début des années 1960, la ligne 1 est limitée au trajet entre Grenoble et le Rondeau. Une ligne de trolleybus, numérotée 12, reprend le tronçon compris entre le Rondeau et Montfleury.

### L'apogée du réseau
Le 3 septembre 1974, les lignes 2 et 4 sont prolongées de l'ancien Hôpital au nouveau CHU des Sablons.
Le 6 novembre 1978, la ligne de trolleybus 25 est mise en place entre la place Victor Hugo à Grenoble et la mairie de Meylan via le CHU des Sablons, soit 3,3 km de lignes supplémentaires, et un service sur deux de la ligne 4 est prolongée de Fontaine au Centre cryogénique de l'Air liquide, soit 1,5 km de lignes nouvelles. Le 26 février 1979, la ligne 71, créée en mars 1974 de la renumérotation des antennes de la ligne 7, est convertie en trolleybus entre Grenoble et Meylan, les dessertes de Brié-et-Angonnes (cédée aux VFD le 12 septembre 1979) et Bresson restant exploitée en autobus, soit 6,3 km de lignes supplémentaires. Le 17 avril 1979, la ligne 1 est prolongée à Échirolles La Luire, et jusqu'au Pont-de-Claix à certains services tandis que la ligne 12 est limitée au parcours ente la Gare et Montfleury, soit 2,3 km de lignes supplémentaires.
Toujours en 1979, les lignes 2 et 4 sont jumelées sous l'indice 2/4, puis à la rentrée scolaire 1980 sous le seul indice 4.
Le 1er novembre 1980, la ligne 71 devient la ligne 7 et création d'une ligne d'autobus 17 entre Victor Hugo et Grand'Place, jumelée à la ligne 7. En juillet 1982, la desserte de Bresson est effectuée sous forme de navette au départ d'Eybens afin de n'exploiter que des trolleybus sur la ligne 7. La ligne 17 est convertie en ligne de trolleybus le 21 décembre 1981, soit 1,5 km de ligne nouvelle.
Le 20 décembre 1984, la ligne 25 est prolongée vers le quartier des Béalières, soit 1,5 km de ligne nouvelle. Le 25 mars 1985, le terminus partiel Rondeau de la ligne 1 est supprimé à la suite de la redynamisation de la ligne d'autobus 8.

### Le retour du tramway et la fin des trolleybus
En prévision de l'ouverture de la ligne A du tramway, le réseau de transport restructuré le 6 janvier 1986 : La ligne 1 voit son terminus Maison du Tourisme ramené à Victor Hugo, la ligne 4 perd ses trolleybus, la ligne 7 ne subsiste que sur la navette entre Eybens et Bresson, les lignes 12, 17 et 25 disparaissent. Deux nouvelles lignes sont créées : La ligne 31 entre Meylan d'un côté et Grand'Place et Eybens de l'autre, qui remplace les lignes 7, 17 et 25, et la ligne 32 entre Grand'Place et Corenc Montfleury qui remplace la ligne 12 et un tronçon, électrifié pour l'occasion, de la ligne 10.6.
Le tronçon subsistant de la ligne 7, exploité en autobus est, après un prolongement à Grand'Place le 21 septembre 1987, définitivement supprimé le 18 avril 1988 à la suite du prolongement de la ligne 16 à Eybens via Bresson. Quant à la ligne 4, elle aussi exploitée en autobus, elle est prolongée à Veurey, en remplacement des VFD, le 28 juin 1986, création d'une branche vers Le Gua à Sassenage, le 6 novembre. Le 21 septembre 1987 à la suite de l'ouverture de la ligne A, la ligne est limitée au court tronçon entre Victor Hugo et La Tronche Hôpital A. Michallon pour être définitivement supprimée le 25 novembre 1990 à l'ouverture de la ligne B du tramway qui reprend son trajet.
Le 3 août 1987, les branches de la ligne 31 sont remplacées par un trajet unique en prévision de l'ouverture de la ligne A du tramway. Le 29 août 1988, la ligne 32 est prolongée au Lycée du Grésivaudan, ce nouveau tronçon fut toutefois exploité dès le 31 août 1987 par un système de navettes. Entre le 10 avril 1989 et le 3 septembre 1990, à la suite des travaux de la ligne B, les lignes 31 et 32 sont exploitées en autobus thermiques. La SEMITAG profite de cette période pour rénover les trolleybus ER 100.
Entre 1993 et 1999, les lignes 31 et 32 virent leurs trolleybus remplacés par des autobus de façon récurrente en raison de travaux dans les communes traversées. Dans le cadre de la restructuration du réseau dans le sud de l'agglomération à la suite du prolongement de la ligne A à Échirolles, la ligne 1 est supprimée le 8 mars 1996 au soir.
La suppression des trolleybus sur la ligne 32 a lieu le 1er juin 1999. Le 24 juin 1999, c'est au tour de la ligne 31 de voir ses trolleybus ER 100 retirés du service, marquant la fin définitive des trolleybus à Grenoble, des autobus Renault Agora S prirent alors le relais des ER 100 sur ces deux lignes . Les lignes 31 et 32 continuèrent d'exister, sur tout ou partie de leur trajet d'avant 1999, jusqu'en 2014 et disparaissent lors de la restructuration du réseau organisée au mois de septembre.

### Un retour du trolleybus à l'étude
Lors du conseil du SMMAG du 11 mai 2023, sur les études préalables lancées, la délibération intègre l'étude préalable du retour du trolleybus en mode trolley IMC, avec des tronçons sous bifilaire et d'autres sur batterie
Les lignes à l'étude sont les lignes C1, C3 et C4 transformées en trolleybus IMC

## Évolution des lignes

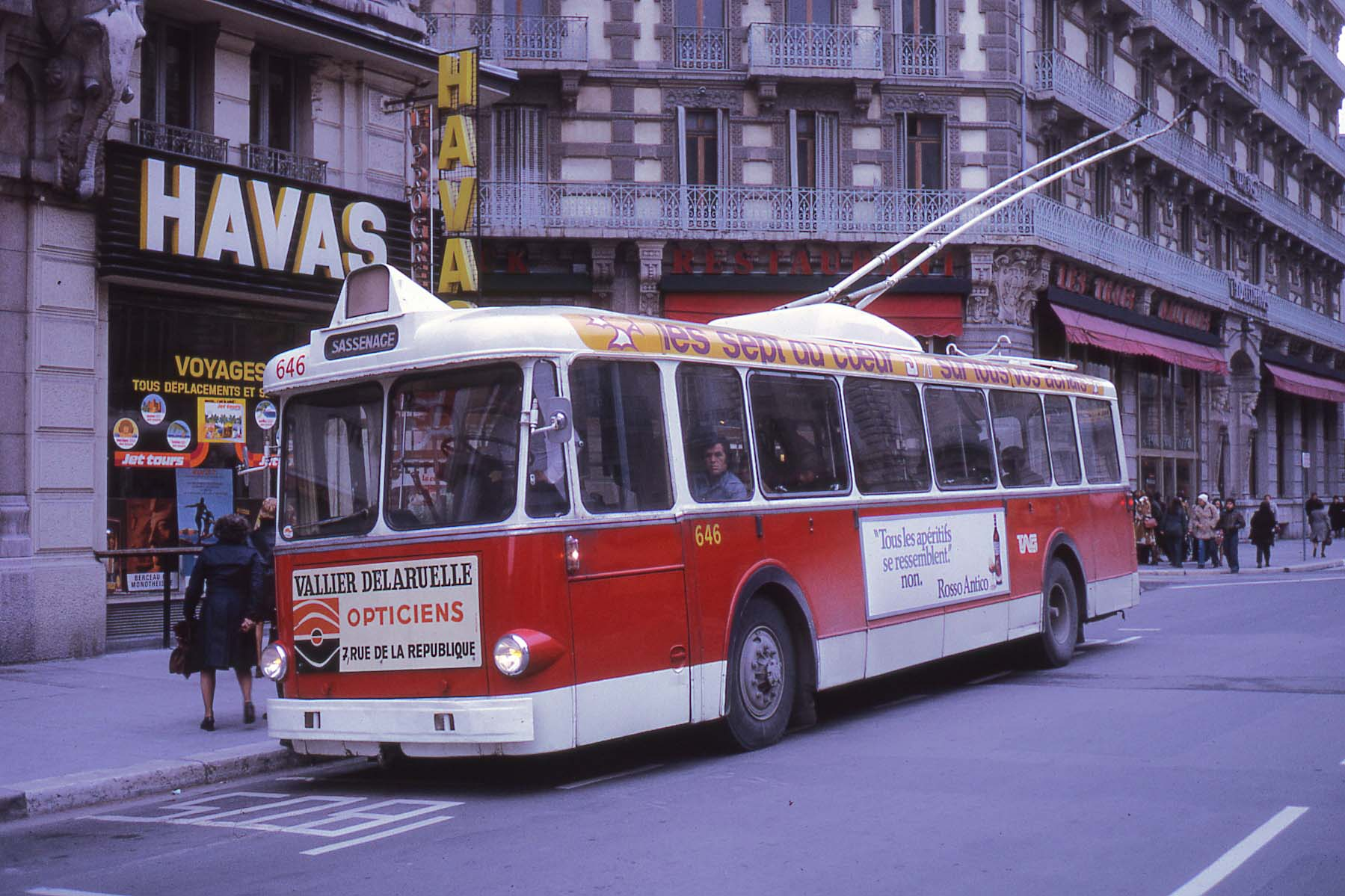
Un Vetra VBF sur la ligne 4, direction Sassenage, ici rue Félix-Poulat

Le réseau ayant vu son nombre de lignes, leurs itinéraires et leurs numéros fortement varier au fil des décennies, ces tableaux permettent de suivre de façon synthétique son l'évolution.
En 1952, le réseau comptait alors trois lignes, plus une quatrième provisoirement exploitée en autobus avant son électrification, la ligne 4.
| Ligne   | Trajet                                                           |
| ------- | ---------------------------------------------------------------- |
| 1       | Le Rondeau ↔ La Tronche Le Cèdre via Rue Félix-Poulat et la Gare |
| 2 barré | Rue Félix-Poulat ↔ Fontaine                                      |
| 3       | Gare de Grenoble ↔ Hôpitaux                                      |
| 4       | Rue Félix-Poulat ↔ Sassenage (en attente d'électrification)      |

En 1953, le réseau comptait trois lignes à la suite de la fusion des lignes 2 barré et 3 et l'électrification de la ligne 4.
| Ligne | Trajet                                       |
| ----- | -------------------------------------------- |
| 1     | Montfleury ↔ Le Rondeau via Rue Félix-Poulat |
| 2     | Hôpitaux ↔ Fontaine via Rue Félix-Poulat     |
| 4     | Hôpitaux ↔ Sassenage via Rue Félix-Poulat    |

En 1963, le réseau se compose de quatre lignes à la suite de la séparation de la ligne 1 pour former les lignes 1 et 12.
| Ligne | Trajet                                            |
| ----- | ------------------------------------------------- |
| 1     | Rue Félix-Poulat ↔ Le Rondeau                     |
| 2     | Hôpitaux ↔ Fontaine via Rue Félix-Poulat          |
| 4     | Hôpitaux ↔ Sassenage via Rue Félix-Poulat         |
| 12    | Gare de Grenoble ↔ Monfleury via Rue Félix-Poulat |

En 1985, le réseau se composait de six lignes.
| Ligne | Trajet |
| ----- | --- |
| 1     | Échirolles — La Luire - Jean Moulin ↔ Grenoble — Maison du Tourisme via Le Rondeau et Louise Michel                      |
| 4     | Sassenage — Air Liquide / Sassenage — Place de la Libération ↔ La Tronche — Sablons 2 via Estacade et Notre-Dame         |
| 7     | Grenoble — Victor Hugo ↔ Eybens desserte de Bresson par une navette d'autobus au départ d'Eybens ; jumelée à la ligne 17 |
| 12    | Grenoble — Gare SNCF ↔ Corenc — Montfleury                                                                               |
| 17    | Grenoble — Victor Hugo ↔ Grenoble — Grand'Place via la Villeneuve ; jumelée à la ligne 7                                 |
| 25    | Grenoble — Grand'Place ↔ Corenc — Montfleury via Cité Paul Mistral, Docteur Martin et Petite Tronche                     |

À la suite de la restructuration du 6 janvier 1986 en prévision de l'ouverture du tramway, la ligne 4 perd ses trolleybus et les lignes 7, 12, 17 et 25 laissent place aux lignes 31 et 32. Seule la navette en autobus de Bresson de la ligne 7 subsiste.
| Ligne | Trajet |
| ----- | --- |
| 1     | Échirolles — La Luire - Jean Moulin ↔ Grenoble — Victor Hugo via Le Rondeau et Louise Michel               |
| 31    | Grenoble — Grand'Place / Eybens ↔ Meylan — Les Béalières via Maison Neuves, Chavant et Hôpital des Sablons |
| 32    | Grenoble — Grand'Place ↔ Corenc — Montfleury via Cité Paul Mistral, Docteur Martin et Petite Tronche       |

La ligne 1 disparaît en 1996. Le réseau ne composait plus que de deux lignes jusqu'à sa suppression en juin 1999.
| Ligne | Trajet |
| ----- | --- |
| 31    | Eybens ↔ Meylan — Maupertuis via Grand'Place, Chavant et La Tronche Hôpital                                                           |
| 32    | Grenoble — Grand'Place ↔ Corenc — Montfleury / Meylan — Lycée du Grésivaudan via Cité Paul Mistral, Docteur Martin et Hôtel de Police |

## Les exploitants
- La Société grenobloise de tramways électriques, qui exploita l'ancien tramway, exploita le réseau jusqu'en 1974, date de sa disparition.
- La Semitag prend le relais et développera le réseau entre 1978 et 1985, et assurera son exploitation jusqu'à la fin en 1999.

## Les véhicules

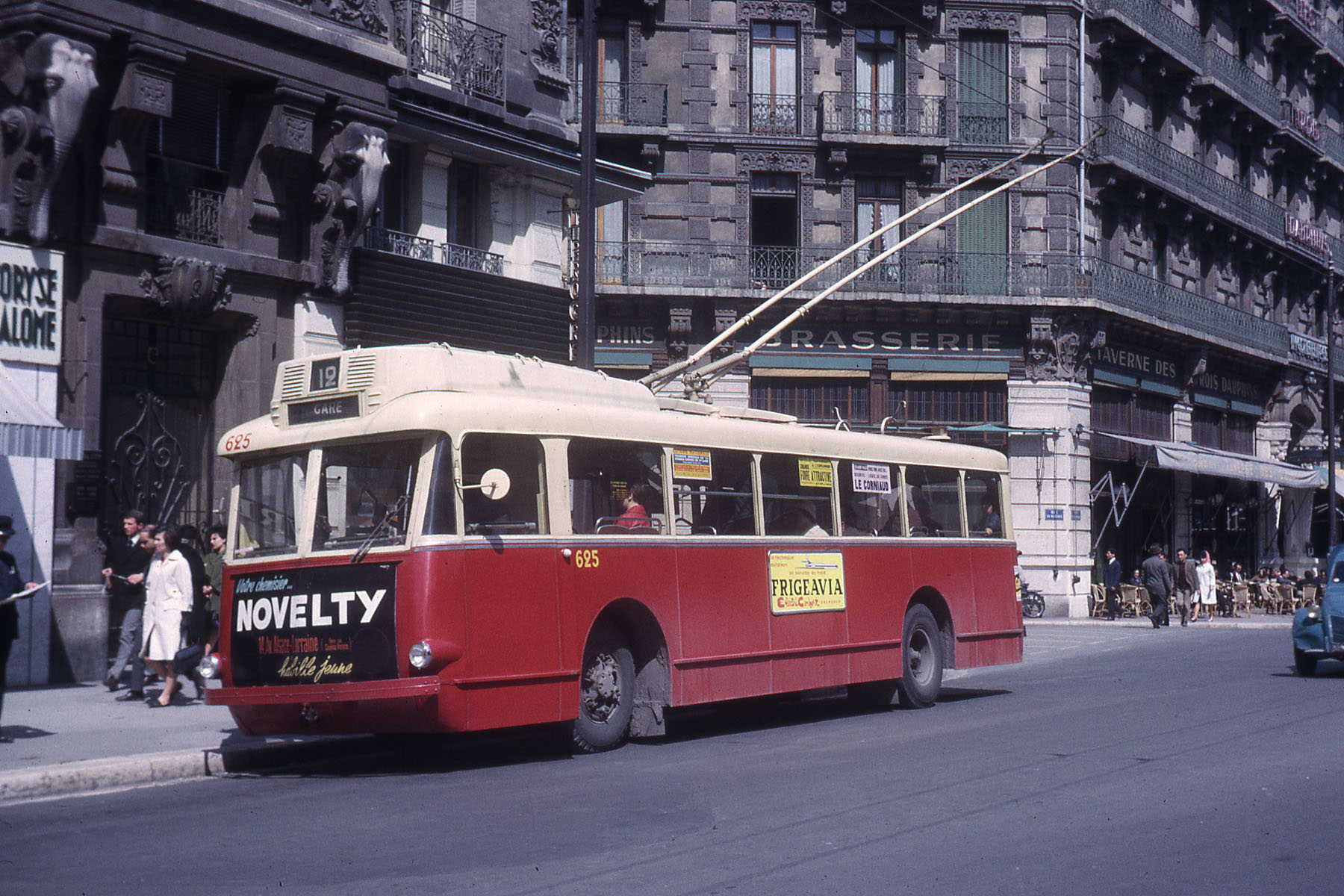
Le Vétra VBR n°625 en 1965, rue Félix-Poulat

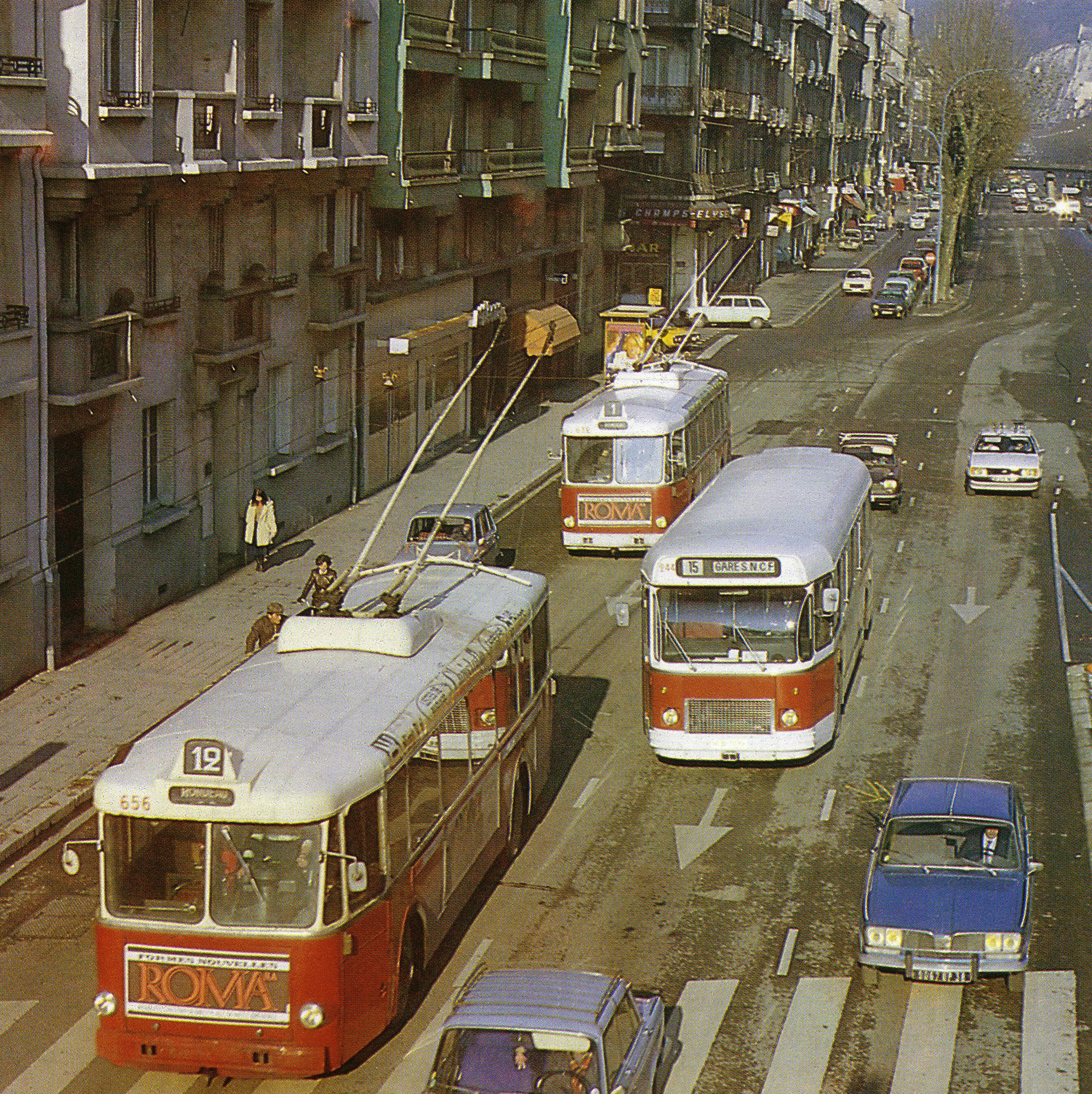
2 Vetra VBF circulant cours Jean Jaures, en 1977

### Vetra-Renault VBR-h
Trois véhicules, construits en 1948, numérotés 600 à 602, provenant de la ligne d'Aix-en-Provence à Marseille, sont acquis en 1958. Ils sont rejoints en 1951 par les 616 et 617, acquis neufs, puis par les 618 à 623 en 1952. Ils sont réformés et mis à la ferraille de 1967 à 1969.

### Vetra-Renault VBR
Trois véhicules, construits en 1947, numérotés 603 à 605, provenant du réseau de Bordeaux, sont acquis en 1954. Cinq véhicules, construits entre 1947 et 1948, numérotés 624 à 628, provenant du réseau de Strasbourg, sont acquis en 1961. Les 603 à 605 furent équipés d'un capot de ligne à l'avant. Ils sont réformés et mis à la ferraille de 1966 à 1968.

### Vetra-Berliet VBB
Ces neuf véhicules, construits en 1947, numérotés 606 à 614, sont livrés neufs à Grenoble. Ils sont réformés et mis à la ferraille de 1964 à 1966.

### Vetra-Berliet VBB-h
Cet unique véhicule, acquis neuf, est livré en 1950 et numéroté 615. Il est réformé et mis à la ferraille en 1966.

### Vetra Franco-Belge VBF
Ces 38 véhicules, construits entre 1957 et 1958 par Vétra et la Société Franco-Belge, sont numérotés 629 à 666. Ils proviennent du réseau de Paris et acquis en 1963 (11 unités) et 1966 (27 unités). À l'origine, pour se déplacer dans les dépôts RATP, non équipés de lignes de contact, ce véhicule était équipé d'un groupe électrogène d'autonomie mû par un moteur à essence de Peugeot 202, placé sous le poste de conduite. Ce groupe a été supprimé lors de la cession au réseau SGTE. Ils furent réformés et mis à la ferraille entre 1972 et 1979, le 666 en premier dès 1972 pour récupérer des pièces, et à l'exception des 633, 637, 653 et 662 qui furent préservés.

### Berliet ER 100R
Ces 50 véhicules sont livrés en 1978 (20 unités) et 1979 (30 unités), numérotés 701 à 750. Leur mise en service entraîne la disparition des anciennes séries. Ces véhicules étaient équipés d'un groupe électrogène d'autonomie, constitué d'un moteur Diesel Deutz à refroidissement par air et d'une génératrice à courant continu, réversible, redevenant moteur à courant continu en mode électrique, entraînant les auxiliaires. Les moteurs de ces véhicules sont situés à l'arrière. Ils furent réformés entre 1987 et 2000. Les 704, 705, 707, 710, 713 et 719 furent vendus à Saint-Étienne et les 702, 707, 717, 718, 732 et 749 furent préservés. Les autres véhicules ont été mis à la ferraille.

### Renault PER 180 H

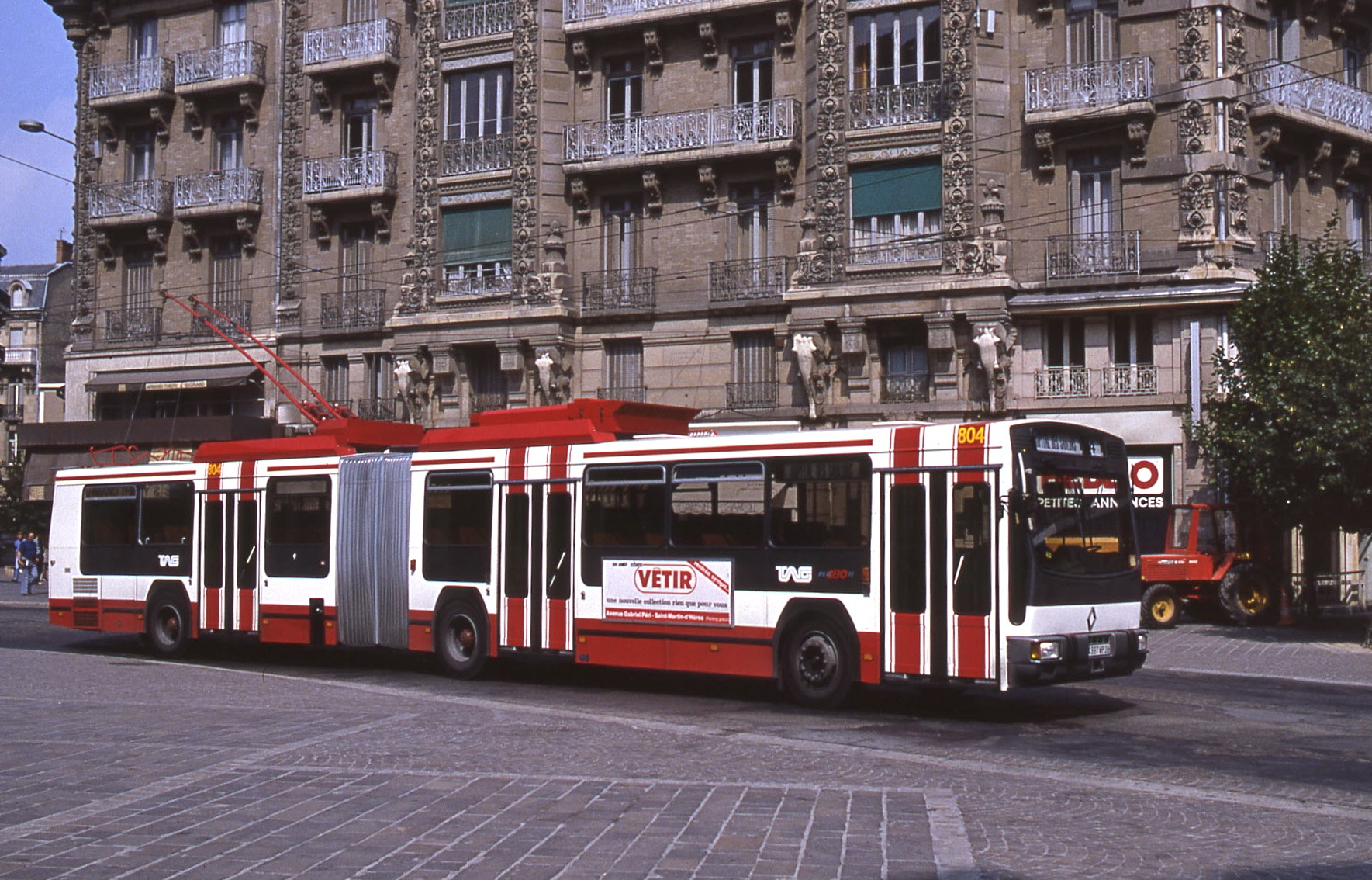
Un des six Renault PER180, circulant ici sur la ligne 4

En 1984, six unités de ce trolleybus articulé sont livrées en 1984, numérotées 801 à 806. Les 802 et 803 sont vendus à Saint-Étienne en 1989 (ils ont ensuite été vendus à Toula, en Russie) ; les autres sont transformés en autobus thermiques PR 180 R en 1988, puis mis à la ferraille en 2004.

## Aujourd'hui

### Vestiges du réseau
On peut encore observer d'anciennes lignes aériennes de contact des trolleybus sur certaines sections des feue lignes 31 et 32.

### Véhicules préservés

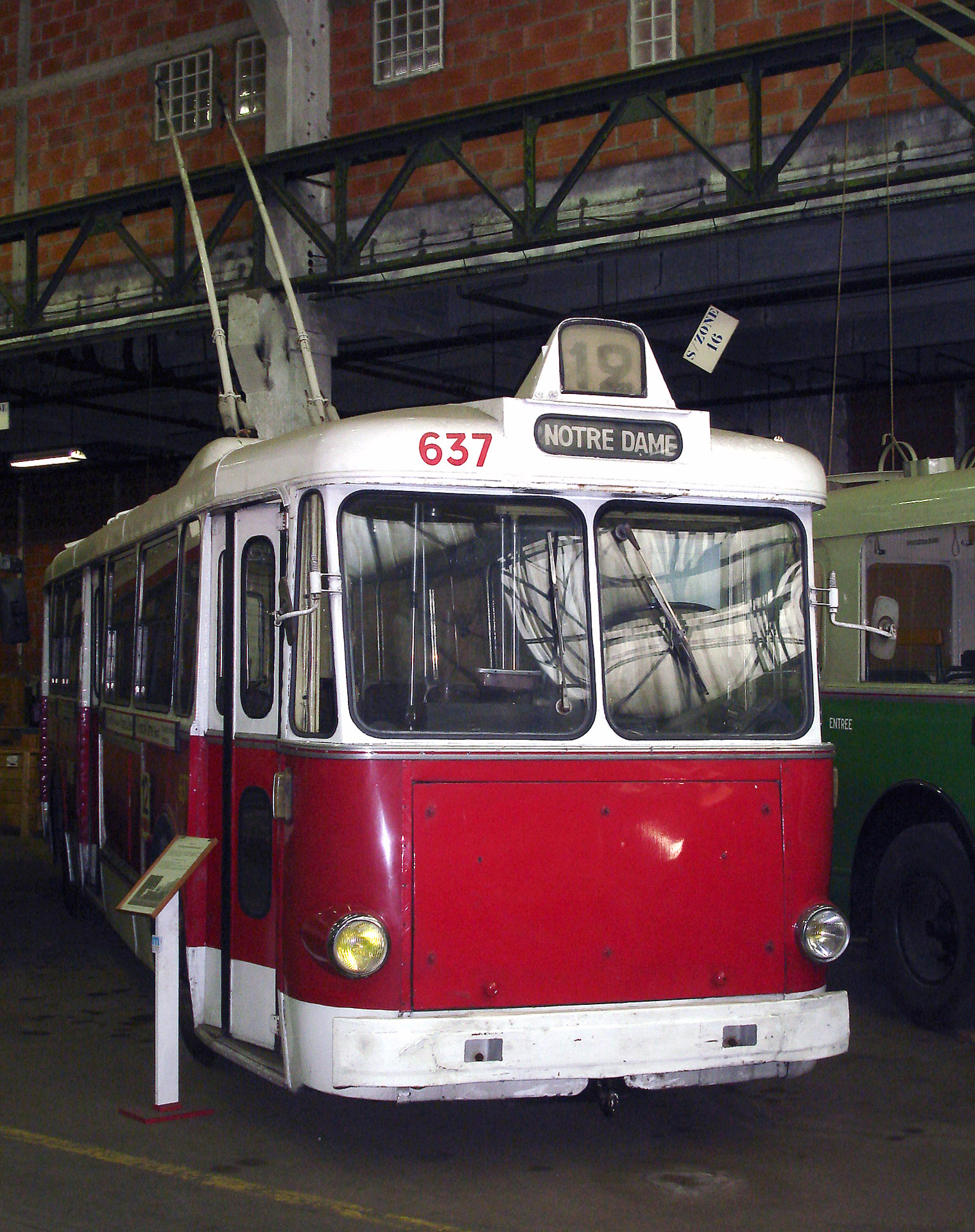
Trolleybus Vétra VBF préservé par l'AMTUIR

Huit véhicules de l'ancien réseau de trolleybus de Grenoble ont été préservés :
- Le VBF no 637 par l'AMTUIR à Chelles (Île-de-France) ;
- Le VBF no 653 par le Deutsche Strassenbahn Museum à Hanovre (Allemagne), conservé mais non restauré[5] ;
- Le VBF no 662 par Standard 216 - Histobus Dauphinois à Grenoble[6] ;
- L'ER 100 no 702 par l'association Avaia à Vichy ;
- L'ER 100 no 717 par l'association Trolleybus Club Lyonnais à Lyon, après avoir appartenu à TBFP à Marseille, afin de transformer aux couleurs d'époque des TCL ;
- L'ER 100 no 718 par Standard 216 ;
- L'ER 100 no 732 par l'association des Tramophiles de la Côte d'Azur ;
- L'ER 100 no 749 par l'AMITRAM à Lille.

## Vers un retour du trolleybus?
En mai 2023, le SMMAG a voté le lancement d'études pour réintroduire les trolleybus sur les lignes C1, C3 et C4.

## Annexe